# Leonard Lerman
Leonard Solomon Lerman (* 27. Juni 1925 in Pittsburgh; † 19. September 2012) war ein US-amerikanischer Molekularbiologe und Genetiker, der sich auf die Erforschung der DNA konzentrierte.

## Leben
Leonard Lerman wurde in Pittsburgh als Kind ukrainisch-jüdischer Eltern geboren. Bereits während seiner Schulzeit war Lerman wissenschaftlich aktiv. Bei einem Wissenschaftswettbewerb gewann er ein Stipendium für das Carnegie Institute of Technology (heute: Carnegie Mellon University), wo er seinen Bachelor of Science machte.
Nach dem Zweiten Weltkrieg setzte er sein Studium am California Institute of Technology fort und erhielt einen Doktortitel in Chemie. Daraufhin wechselte er an die University of Colorado School of Medicine, um die DNA weiter zu erforschen.
1959 nutzte Leonard Lerman die Chance, ein Sabbatical am Medical Research Council Laboratory of Molecular Biology in Cambridge (UK) zu machen, wo er unter anderen mit Sydney Brenner und Francis Crick zusammenarbeitete.
Darüber hinaus forschte Lerman an der Vanderbilt University, der State University of New York in Albany und dem Genetics Institute in Boston. Er war auch als Dozent und Doktorvater von Sidney Altman und Tom Maniatis am Massachusetts Institute of Technology (MIT) tätig.
Zudem war Lerman Mitglied des Genetics Institute, Inc., der National Academy of Sciences und seit 1991 der American Academy of Arts and Sciences.

## Forschung
Leonard Lerman forschte vorwiegend auf dem Gebiet der Molekulargenetik und studierte unter anderem die menschliche DNA sowie deren Struktur zudem definierte er als Erster die DNA-Mutation.

## Schriften (Auswahl)
- Lerman L. S., Tolmach L. J.: Genetic transformation. II. The significance of damage to the DNA molecule. In: Biochimica et Biophysica Acta. Band 33(2), 1959 S. 371–87.
- Lerman L. S.: Structural considerations in the interactions of deoxyribonucleic acid and acridines. In: Journal of Molecular Biology. Band 3, 1961, S. 18–30.
- Lerman L. S.: The structure of the DNA-acridine complex. In: Proceedings of the National Academy of Sciences. Band 49, 1963, S. 94–102.
- Fischer S. G. and Lerman L. S.: Separation of random fragments of DNA according to properties of their sequences. In: Proceedings of the National Academy of Sciences. Band 77, 1980, S. 4420–4424.
- Fischer S. G. and Lerman L. S.: DNA fragments differing by single base-pair substitutions are separated in denaturing gradient gels: Correspondence with melting theory. In: Proceedings of the National Academy of Sciences. Band 80, 1983, S. 1579–1583.[1]